# Прокофьева, Марина Сергеевна
Мари́на Серге́евна Проко́фьева (4 февраля 1982, Мариуполь) — украинская дзюдоистка тяжёлой весовой категории, выступала за сборную Украины на всём протяжении 2000-х годов. Участница трёх летних Олимпийских игр, чемпионка Европы, победительница многих турниров национального и международного значения. Мастер спорта Украины международного класса.

## Биография
Марина Прокофьева родилась 4 февраля 1982 года в городе Мариуполе Донецкой области Украинской ССР. Активно заниматься дзюдо начала с раннего детства, проходила подготовку в Днепропетровске в местном спортивном обществе «Динамо» под руководством тренеров Данила Абрамовича Воловича и Николая Петровича Ящука.
Первого серьёзного успеха на взрослом международном уровне добилась в 2000 году, когда попала в основной состав украинской национальной сборной и благодаря череде удачных выступлений удостоилась права защищать честь страны на летних Олимпийских играх в Сиднее. Тем не менее, уже в стартовом поединке тяжёлой весовой категории уступила немке Сандре Кёппен. В утешительном турнире тоже проиграла в первом же матче первой же сопернице.
В 2004 году Прокофьева завоевала золотую медаль в тяжёлом весе на чемпионате Европы в Бухаресте и получила серебро в абсолютной весовой категории на отдельном европейском первенстве в Будапеште. Будучи в числе лидеров дзюдоистской команды Украины, благополучно прошла квалификацию на Олимпийские игры в Афинах. На сей раз выиграла стартовый поединок, после чего на стадии четвертьфиналов потерпела поражение от японки Маки Цукады, которая в итоге и стала олимпийской чемпионкой. В утешительном турнире прошла двух соперниц и проиграла в решающем матче титулованной китаянке Сунь Фумин, заняв таким образом пятое место в итоговом протоколе.
На чемпионате Европы 2005 года в голландском Роттердаме Прокофьева выиграла бронзовую медаль. На двух последующих европейских первенствах, в Тампере и Белграде соответственно, оба раза останавливалась на пятой позиции. Позже отправилась представлять страну на Олимпийских играх 2008 года в Пекине, где проиграла оба своих поединка — сначала была выбита из основной турнирной сетки китаянкой Тун Вэнь, затем в утешительном турнире потерпела поражение от россиянки Теа Донгузашвили.
После неудачной пекинской Олимпиады Марина Прокофьева осталась в основном составе украинской национальной сборной и продолжила принимать участие в крупнейших международных регатах. Так, в 2009 году она заняла седьмое место на чемпионате Европы в Тбилиси, а в 2010-м одержала победу на этапе Кубка мира в Каире. Последний раз показала сколько-нибудь значимые результаты на международной арене в сезоне 2011 года, когда, выиграв украинское национальное первенство в абсолютной весовой категории, вошла в десятку лучших на этапах Кубка мира в Праге, Алмате и Минске. В 2012 году на чемпионате Украины в Донецке заняла в открытом весе лишь пятое место и вскоре по окончании этих соревнований приняла решение завершить карьеру профессиональной спортсменки, уступив место в сборной молодым украинским дзюдоисткам. За выдающиеся спортивные достижения удостоена почётного звания «Мастер спорта Украины международного класса».